# Діброва (Старобільський район)
Дібро́ва — село в Україні, у Міловській селищній громаді Старобільського району Луганської області. Населення становить 486 осіб.
у 2020 році село було приєднане до Старобільського району. 
У 2022 році в ході російсько-української війни село тимчасово окуповане росією. 

## Георгафія
У селі бере початок річка Мілова.
Відстань від села до центру селищної громади становить 39 км; до районного центру - 124 км; до обласного центру - 188 км.

## Населення
За даними перепису 2001 року населення села становило 486 осіб, з них 91,77 % зазначили рідною мову українську, 8,02 % — російську, а 0,21 % — іншу.
За неофіційними данними у 2021 році у селі проживало до 80-ти осіб на основі постійного проживання. 